# Hertha Bothe

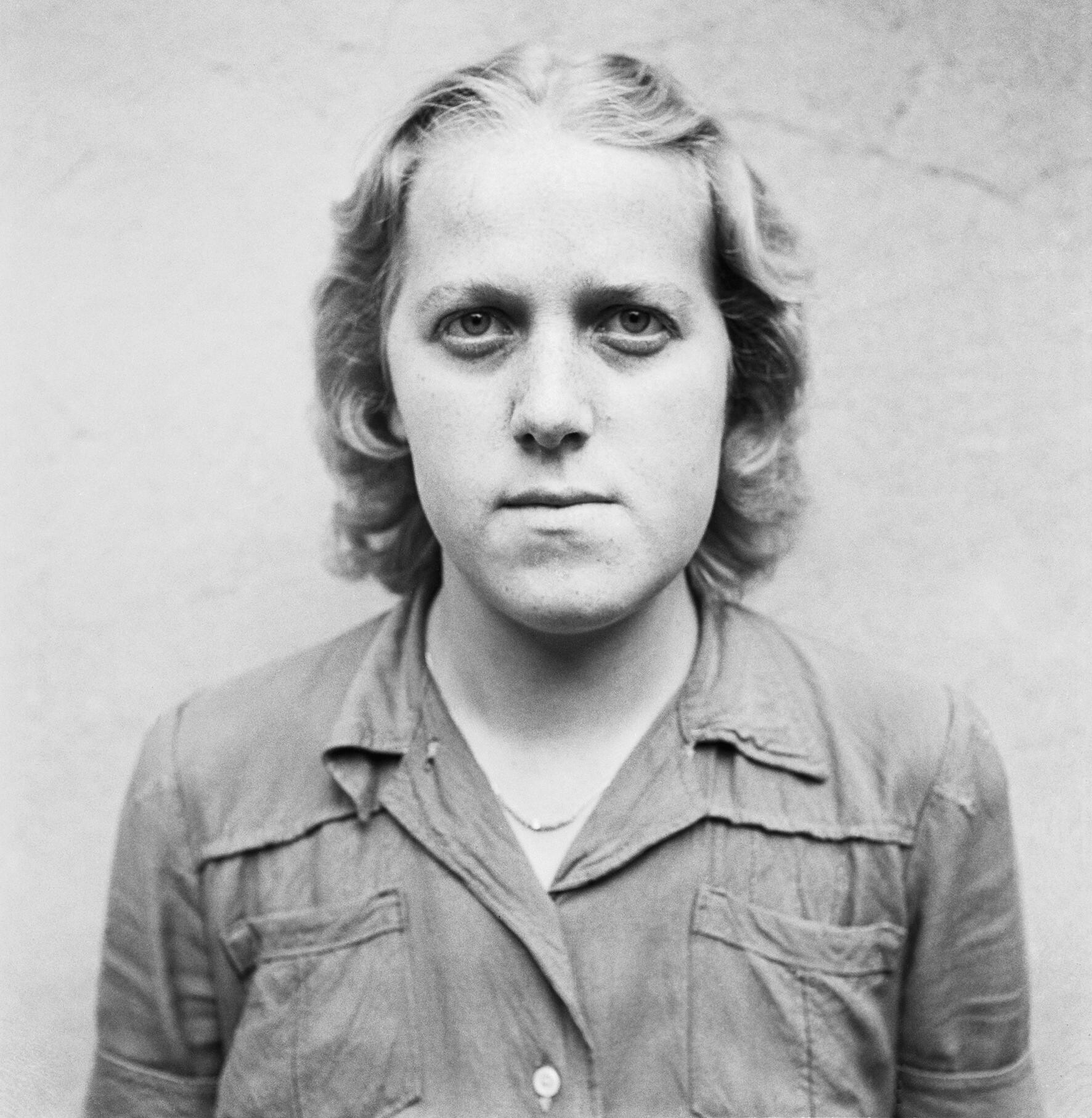
Hertha Bothe im August 1945

Hertha Bothe (* 3. Januar 1921 in Teterow; † 16. März 2000) war eine deutsche KZ-Aufseherin in verschiedenen Konzentrationslagern.

## Biografie
Bothe war Hausfrau und von August 1940 bis September 1942 Hilfsschwester in einem Krankenhaus. Mitte Oktober 1942 wurde Bothe zum Dienst als Aufseherin in Konzentrationslagern dienstverpflichtet und absolvierte im KZ Ravensbrück nach eigenen Angaben einen knapp zweiwöchigen qualifizierenden Lehrgang. Anschließend war sie ab November 1942 im KZ Stutthof als Aufseherin tätig und wurde von dort im Juli 1944 in eines der Stutthofer Außenarbeitslager nach Bromberg versetzt. Im Zuge der Evakuierung dieser Lager begleitete Bothe einen „Evakuierungsmarsch“ mit ungarischen Jüdinnen, mit dem sie nach etwa vier Wochen nach Oranienburg gelangte und zwischen dem 20. und 26. Februar 1945 im KZ Bergen-Belsen ankam. Nach diversen kurzzeitigen Tätigkeiten als Aufseherin leitete sie das Waldkommando.

## Nach Kriegsende

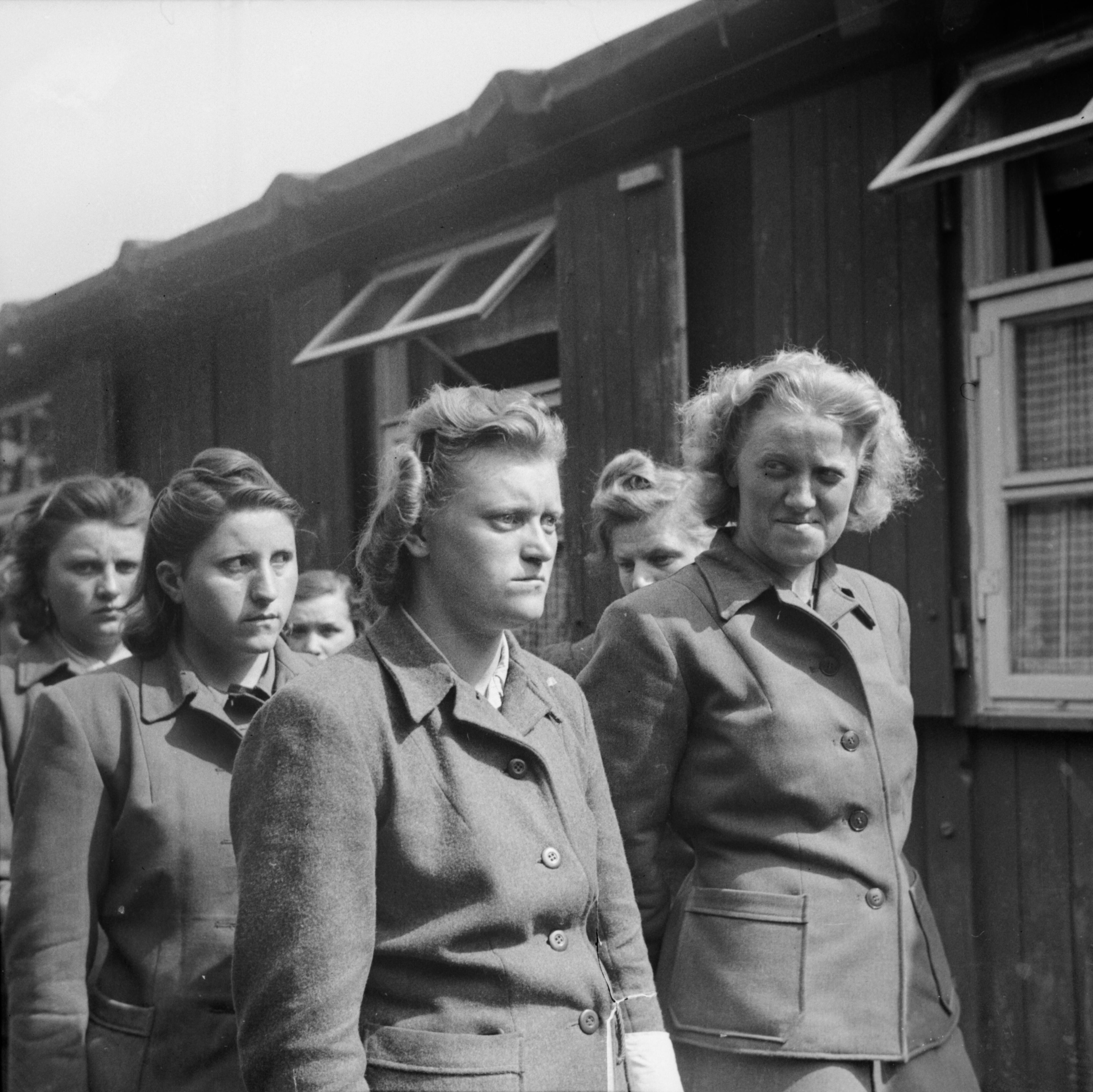
SS-Gefolge im KZ Bergen-Belsen nach der Befreiung am 19. April 1945, darunter Hildegard Kanbach (1. von links), Irene Haschke (Zentrum, 3. von rechts), Elisabeth Volkenrath (2. von rechts teilweise verdeckt), Hertha Bothe (1. von rechts) am 19. April 1945 auf dem Weg zur Bestattung der Opfer.

Am 15. April 1945 besetzte die 11. Panzerdivision der British Army das Konzentrationslager Bergen-Belsen. Es erfolgte die Übergabe des neutralisierten Gebietes. Oberst Taylor, der Kommandant des 63. britischen Panzerabwehrregiments, erhielt das Amt des Lagerkommandanten. In dem Lager fanden die Briten mehr als 60.000 abgemagerte und kranke Häftlinge und mehr als 13.000 Tote vor. Das SS-Lagerpersonal wurde dazu verpflichtet, alle Leichen abzutransportieren und in Massengräbern zu bestatten.
Danach wurde Bothe verhaftet und durch britische Militärangehörige verhört. Im Bergen-Belsen-Prozess (17. September bis 17. November 1945) wurde sie wegen ihrer in Bergen-Belsen begangenen Verbrechen angeklagt, wobei sich die Anklage auf Zeugenaussagen stützte. Bothe gab zu, Häftlinge ins Gesicht geschlagen zu haben, allerdings nur mit der Hand. Bothe, die auf nicht schuldig plädierte, wurde am 17. November 1945 schuldig gesprochen und zu zehn Jahren Haftstrafe verurteilt. Während der Haft freundete sie sich mit Savitri Devi an. Sie wurde am 21. Dezember 1951 vorzeitig aus der Justizvollzugsanstalt Werl entlassen. Nach der Haftentlassung heiratete Bothe und nahm den Namen Lange an.
In einem ihrer seltenen Interviews, das 2009 ausgestrahlt wurde, äußerte sich Hertha Bothe zu der Frage, ob sie durch ihre Mittäterschaft einen Fehler begangen habe, wie folgt:

„Wieso ein Fehler gemacht? Nö… Ich weiß nicht, wie ich das beantworten soll. Habe ich einen Fehler gemacht?... Nö… der Fehler ist schon, dass es ein KZ war, aber ich musste ja rein, sonst wäre ich selber rein gekommen. Das war mein Fehler – in einer Hinsicht.“